# Xaenapta perakensis
Xaenapta perakensis là một loài bọ cánh cứng trong họ Cerambycidae.